# Сублатти, Нина
Ни́на Сулабери́дзе (груз. ნინა სულაბერიძე), более известная под сценическим именем Ни́на Субла́тти (груз. ნინა სუბლატი; род. 31 января 1995, Москва, Россия) — грузинская дарквейв-инди-поп-певица, фотомодель и каллиграф. Представляла Грузию на конкурсе песни Евровидение 2015 с песней «Warrior», выйдя в финал. В 2013 году победила на грузинском конкурсе песни «Грузинский Идол» с песней «Blue Jeans».

## Биография
Нина Сулаберидзе родилась в Москве (Россия) 31 января 1995 года. Вскоре после её рождения семья вернулась в Грузию. Также в детстве она жила в Риге (Латвия). Она посещала арт-школу, студию рисования и скульптуры. Училась в музыкальной школе. В 2011 году начала работать в студии «Georgian Dream Studio» с певцом Берой Иванишвили.

### Евровидение
Поскольку Нина стала победительницей «Грузинского Идола 2013», она получила известность в Грузии. В следующем году она выпустила дебютный музыкальный альбом «Dare to Be Nina Sublatti», который стал самым продаваемым в стране. В отборочном конкурсе для Евровидения 2015 года также победила с песней «Warrior», записанной совместно со шведским композитором Томасом Г:соном. Об этом было объявлено 25 декабря 2014 года. В первом полуфинале, находясь уже на Евровидении, выступив, она попала в финал. В финале выступила 23-й, заняв 11-е место.

## Дискография

### Студийные альбомы
- «Dare to Be Nina Sublatti» (2014)

### Синглы
| Год  | Название              | Позиций в чартах | Позиций в чартах | Позиций в чартах |
| Год  | Название              | BEL (FL)         | NL               | UK               |
| ---- | --------------------- | ---------------- | ---------------- | ---------------- |
| 2015 | «Dark Desire»         | —                | —                | —                |
| 2015 | «Sleep»               | —                | —                | —                |
| 2015 | «I’ve Got An Idea»    | —                | —                | —                |
| 2015 | «Warrior»             | —                | —                | —                |
| 2015 | «Heart Won’t Suck It» | —                | —                | —                |
| 2015 | «I’ve Got an Idea»    | —                | —                | —                |
| 2015 | «Locked Box»          | —                | —                | —                |
| 2015 | «You Call Me Devil»   | —                | —                | —                |

### Видеоклипы
| Год  | Название                     | Режиссёр     |
| ---- | ---------------------------- | ------------ |
| 2014 | «Toxic» (дуэт с Lasha Kicks) | Дато Гогохия |
| 2015 | «Warrior»                    | Дато Гогохия |
| 2015 | «I’ve Got An Idea»           | Дато Гогохия |
| 2015 | «Dark Desire»                | Дато Гогохия |